# Hugo de Coligny
Hugo de Coligny (en francés: Hugues de Coligny, fallecido el 2 de septiembre de 1205) fue un caballero francés y príncipe de Coligny.
Su territorio incluía Coligny y Revremont, por lo que fue un vasallo directo de la corona de Borgoña. Junto con el obispo de Autun, participó en la Cuarta Cruzada. Después de la conquista de Constantinopla en 1204 se unió a Bonifacio de Montferrato, de quien recibió la ciudad de Serres como feudo. Defendiendo la ciudad contra el gobernante búlgaro Kaloyan Hugo fue asesinado por una flecha en el ojo.